# Put On
Singles de Young Jeezy featuring Kanye West
Dreamin' feat Keyshia Cole
(2007) Crazy World
(2008)
Put On est le premier single du troisième album de Young Jeezy, The Recession. On y retrouve Kanye West qui chante en utilisant une Auto-Tune. Il est sorti sur iTunes le 3 juin 2008. Young Jeezy et Kanye West ont présenté cette chanson pour les BET Awards 2008.

## Remixs
- Official Remix (featuring Jay-Z) (Sorti le 29 juillet 2008)
- Chamillionaire freestyle (Pour Mixtape Messiah 4)
- David Banner freestlye
- Ludacris Freestyle (Pour The Preview : Mixtape)

## Chart positions
| Chart                                | Pic de position |
| ------------------------------------ | --------------- |
| U.S. Billboard Hot 100               | 24              |
| U.S. Billboard Hot R&B/Hip-Hop Songs | 6               |
| U.S. Billboard Hot Rap Tracks        | 5               |
| Billboard Canadian Hot 100           | 46              |